# Kapisa
Kapisa of Kāpīsā (کاپيسا) is een van de 34 provincies van Afghanistan. Het is gelegen in het oosten van het land en de hoofdstad ervan is Mahmud-i-Raqi. De populatie wordt geschat op 374.500 inwoners. De oppervlakte van de provincie bedraagt 1842 vierkante kilometer.

## Bestuurlijke indeling
De provincie Kāpīsā is onderverdeeld in 7 districten:
- Alasay
- Hisa-i-Awali Kohistan
- Hisa-i-Duwumi Kohistan
- Koh Band
- Mahmud Raqi
- Nijrab
- Tagab

## Talen
De talen die in Kāpīsā gesproken worden zijn Dari, Pasjtoe en Pashaie

## Geboren
- Tahmina Kohistani (10 juni 1990), atlete

## Voetnoten
1. ↑  Central Statistics Office of Afghanistan LINK
2. ↑  Romanisatie volgens BGN/PCGN-2006 door het ISO 3166 Maintenance Agency (p. 6)

Badakhshān · Bādghīs · Baghlān · Balkh · Bāmyān · Dāykundī · Farāh · Fāryāb · Ghaznī · Ghōr · Helmand · Herāt · Jowzjān · Kābul · Kandahār · Kāpīsā · Khōst · Kunar · Kunduz · Laghmān · Lōgar · Nangarhār · Nīmrōz · Nūristān · Paktiyā · Paktīkā · Panjshayr · Parwān · Samangān · Sar-e Pul · Takhār · Uruzgān · Wardak · Zābul